# كلير موريل
كلير موريل (14 فبراير 1984 في فرنسا - ) (بالفرنسية: Claire Morel)‏ هي لاعبة كرة قدم فرنسية في مركز الهجوم. شاركت مع منتخب فرنسا لكرة قدم السيدات. أما مع النوادي، فقد لعبت مع أولمبيك ليون لكرة القدم للسيدات ومركز كليرفونتين وASJ Soyaux-Charente ‏.

## وصلات خارجية
- كلير موريل على موقع الاتحاد الدولي (مؤرشف)  (الإنجليزية)
- كلير موريل على موقع قاعدة بيانات كرة القدم.إي يو (الإنجليزية)
- كلير موريل على موقع Soccerway.com (الإنجليزية)